# 동두천중학교
동두천중학교(東豆川中學校)는 대한민국 경기도 동두천시 생연동에 위치한 사립 중학교이다.

## 학교 연혁
- 1959년 12월 9일 : 학교법인 청룡학원 설립인가
- 1959년 12월 9일 : 중학교 3학급 인가
- 1960년 3월 1일 : 개교
- 1960년 10월 1일 : 초대 원종구 교장 취임
- 1962년 1월 30일 : 홍정희 이사장 취임
- 1970년 2월 12일 : 중학교 18학급 인가
- 1996년 3월 8일 : 학교법인 '청용학원'으로 명칭 변경
- 2004년 3월 1일 : 원동연 이사장 취임
- 2023년 1월 20일 : 제68회 137명 졸업(총누계 14,412명)
- 2023년 3월 1일 : 제16대 윤태숙 교장 취임

## 참고 자료
- 동두천중학교 - 한국교육학술정보원 학교알리미